# Onychogomphus aequistylus
Onychogomphus aequistylus is een echte libel (Anisoptera) uit de familie van de rombouten (Gomphidae).
De wetenschappelijke naam van de soort werd in 1892 gepubliceerd door Edmond de Sélys Longchamps.

## Synoniemen
- Onychogomphus flavifrons Selys, 1894